# .bt
bt. هو نطاق إنترنت من صِنف مستوى النطاقات العُليا في ترميز الدول والمناطق، للمواقع التي تنتمي لبوتان. وتديرها وزارة الاتصالات البوتانية. يوجد 84 موقع مسجل بهذا النطاق، وذلك حتى 7 نوفمبر 2005.